# Elecciones parlamentarias de Venezuela de 1978
Las elecciones parlamentarias de Venezuela de 1978 se llevaron a cabo el 3 de diciembre, en conjunto con la elección presidencial, para renovar por completo los escaños del Congreso Nacional.
Los resultados dieron la mayoría relativa en la Cámara de Diputados al partido Acción Democrática, si bien Copei había obtenido la mayor cantidad de votos. En el Senado, ambos partidos quedaron empatados en cantidad de escaños (21 para cada uno).

## Resultados
| Partido                                                 | Votos     | %     | Escaños | Escaños | Escaños | Escaños |
| Partido                                                 | Votos     | %     | Cámara  | +/-     | Senado  | +/-     |
| ------------------------------------------------------- | --------- | ----- | ------- | ------- | ------- | ------- |
| Comité de Organización Política Electoral Independiente | 2 103 004 | 39,81 | 84      | +20     | 21      | +8      |
| Acción Democrática                                      | 2 096 512 | 39,68 | 88      | -14     | 21      | -7      |
| Movimiento al Socialismo                                | 325 328   | 6,16  | 11      | +2      | 2       | 0       |
| Movimiento de Izquierda Revolucionaria                  | 123 915   | 2,3   | 4       | +3      | 0       | 0       |
| Movimiento Electoral del Pueblo                         | 117 455   | 2,2   | 4       | -4      | 0       | -2      |
| Unión Republicana Democrática                           | 88 807    | 1,7   | 3       | -2      | 0       | -1      |
| Causa Común                                             | 85 432    | 1,6   | 1       | Nuevo   | 0       | Nuevo   |
| Movimiento de Integridad Nacional                       | 83 700    | 1,6   | 1       | Nuevo   | 0       | Nuevo   |
| Partido Comunista de Venezuela                          | 55 168    | 1,0   | 1       | -1      | 0       | 0       |
| Vanguardia Unitaria Comunista                           | 46 547    | 0,9   | 1       | Nuevo   | 0       | New     |
| Liga Socialista                                         | 30 191    | 0,6   | 1       | Nuevo   | 0       | Nuevo   |
| Movimiento Renovación Nacional                          | 26 235    | 0,5   | 0       | Nuevo   | 0       | Nuevo   |
| Movimiento del Trabajo                                  | 22 966    | 0,4   | 0       | Nuevo   | 0       | Nuevo   |
| Frente Democrático Popular                              | 13 697    | 0,3   | 0       | 0       | 0       | 0       |
| Frente Unidad Nacionalista                              | 12 986    | 0,2   | 0       | 0       | 0       | 0       |
| La Causa Radical                                        | 12 573    | 0,2   | 0       | Nuevo   | 0       | Nuevo   |
| Cruzada Cívica Nacionalista                             | 10 906    | 0,2   | 0       | -7      | 0       | -1      |
| Grupo de Acción Revolucionario                          | 9034      | 0.2   | 0       | Nuevo   | 0       | Nuevo   |
| Opinión Nacional                                        | 7961      | 0.2   | 0       | -1      | 0       | 0       |
| Independientes Pro Desarrollo de la Comunidad           | 6719      | 0,1   | 0       | Nuevo   | 0       | Nuevo   |
| Otros partidos                                          | 3753      | 0,1   | 0       | –       | 0       | –       |
| Votos en blanco y nulos                                 | 166 901   | –     | –       | –       | –       | –       |
| Total                                                   | 5 449 790 | 100   | 199     | -1      | 44      | -3      |
| Fuente: Nohlen.                                         |           |       |         |         |         |         |